# Lobelia livingstoniana
Lobelia livingstoniana là loài thực vật có hoa trong họ Hoa chuông. Loài này được R.E.Fr. mô tả khoa học đầu tiên năm 1916.